# Společenství latinskoamerických a karibských států
Společenství latinskoamerických a karibských států (zkratka CELAC, španělsky Comunidad de Estados Latinoamericanos y Caribeños, portugalsky Comunidade de Estados Latino-Americanos e Caribenhos) je označení pro spolek latinskoamerických a karibských států dohodnutý 23. února 2010 na společném summitu Karibského společenství a skupiny Rio v Playa del Carmen v mexickém státě Quintana Roo. Patří do něj všechny suverénní státy Ameriky kromě Spojených států amerických a Kanady. Členy nejsou ani evropské státy s územími v Americe (Francie, Nizozemské království a Spojené království).
Jedná se o alternativní spolek k Organizaci amerických států, která byla využívána Spojenými státy americkými jako protiváha k možnému vlivu Sovětského svazu na americké státy, tedy spolek, který má oslabit vliv Spojených států amerických v Latinské Americe a posílit její samostatnou integraci.
V lednu 2020 ze spolku vystoupila Brazílie, která jako důvod uvedla nedostatečná aktivita organizace v tématu ochrany demokracie v regionu.